# Breitenbachtalsperre (Hilchenbach)
Die Breitenbachtalsperre bei Hilchenbach in Nordrhein-Westfalen ist eine Trinkwassertalsperre im Einzugsgebiet der Sieg. Sie staut mit einem Staudamm als Absperrbauwerk den Breitenbach. Betreiber ist der Wasserverband Siegen-Wittgenstein (WVS), der auch die größere Obernautalsperre betreibt. Neben der Wasserspeicherung für Trinkwasserzwecke wird die Stauanlage für den Hochwasserschutz eingesetzt.

## Lage
Die Talsperre liegt im Siegerland im Kreis Siegen-Wittgenstein etwa 12 km (Luftlinie) nördlich von Siegen an der Südwestabdachung des Rothaargebirges. Sie erstreckt sich nördlich von Dahlbruch und Allenbach, zwei westlichen Stadtteilen von Hilchenbach; etwas weiter westsüdwestlich des Stausees befindet sich Kreuztal. Das gestaute Fließgewässer ist der kurze Breitenbach, ein nördlicher Zufluss der Ferndorf, die in Siegen in die Sieg mündet.

## Geschichte
Der Bau der Talsperre war am 1. Juli 1952 vom Kreistag in Siegen beschlossen worden. Dazu erfolgte am 9. September 1953 die Gründung des Wasserverbands Siegerland, der den Beschluss zum Bau bis 1956 umsetzte und das Transportnetz errichtete. Ab 5. September 1956 konnte erstmals Trinkwasser für die Gemeinden Hilchenbach, Kreuztal und Freudenberg geliefert werden. Danach wuchs der Verband um die Stadt Siegen und weitere Gemeinden, sodass bis 1971 die Obernautalsperre gebaut werden konnte.
Das anfängliche Stauseevolumen betrug 2,6 Millionen m³. Zur Erhöhung der Leistungsfähigkeit baute der Verband zwischen
1965 und 1967 drei Beileitungsstollen, die aus dem Bereich der Oberen Ferndorf zusätzlich Wasser in die Talsperre leiten. Dadurch vergrößerte sich das Einzugsgebiet um mehr als das Doppelte von 4,1 auf 11,6 km². Um die zur Verfügung stehende größere Wassermenge speichern zu können, wurde von 1976 bis 1980 das Dammbauwerk erhöht und das maximale Stauseevolumen vergrößerte sich um 5,5 Mio. m³.

## Betriebseinrichtungen und technische Daten

### Stausee
Der Stausee der Talsperre hat eine Ausrichtung nach Nordwesten mit einem kleinen Nebenarm. Die Wasseroberfläche bei höchstem Stauziel (370 m ü. NHN) beträgt 57,7 ha bzw. ist 0,577 km² groß, Der Speicherraum bis Hochwasserüberlauf hat eine Größe von rund 7,8 Mio. m³.

### Staudamm
Der bis 1956 errichtete Staudamm wurde in zwei Bauabschnitten mit unterschiedlichen Bauweisen erbaut. Ihr unterer Teil ist ein Steinschüttdamm mit einer Lehmkerndichtung, der luftseitig aufgesetzte Teil hat eine Asphaltbeton-Innendichtung. Mit seiner Dammkrone auf 372,5 m ü. NHN besitzt der Damm eine Höhe über der Talsohle von 36,5 m. Bei einer Kronenlänge von 370 m und der Kronenbreite von 8 m beträgt das Bauvolumen 680.000 m³. Unterhalb der Lehmdichtung verläuft am Dammfuß eine Herdmauer mit Kontrollgang. Für Arbeiten an der Luftseite sind drei Bermen angeordnet.

### Hochwasserentlastung und Entnahmeturm
Zur Entnahme von Rohwasser verfügt die Talsperre beim wasserseitigen Fuß des Damms einen Entnahmeturm, der in vier Entnahmehöhen Einlässe besitzt, sodass jederzeit Wasser mit optimaler Qualität entnommen werden kann. Unter dem Steg zum Entnahmeturm liegt vor der Dammkrone der Überfalltrichter der Hochwasserentlastung. Sie wird in der Grundablasskanal eingeführt, der unter dem Damm hindurch zur Luftseite führt.

## Freizeitmöglichkeiten
Um den Breitenbachstausee herum führt ein 5,27 km langer Rundweg zum Wandern, Radfahren (usw.). Sonstige Freizeitmöglichkeiten am See gibt es wegen seines Charakters als Trinkwassertalsperre nicht.
Seit dem 1. August 2008 hat der Wasserverband Siegerland ein Café und Restaurant in dem Gebäude des ehemaligen Alten Wärterhauses direkt an der Talsperre eröffnet.

## Bilder

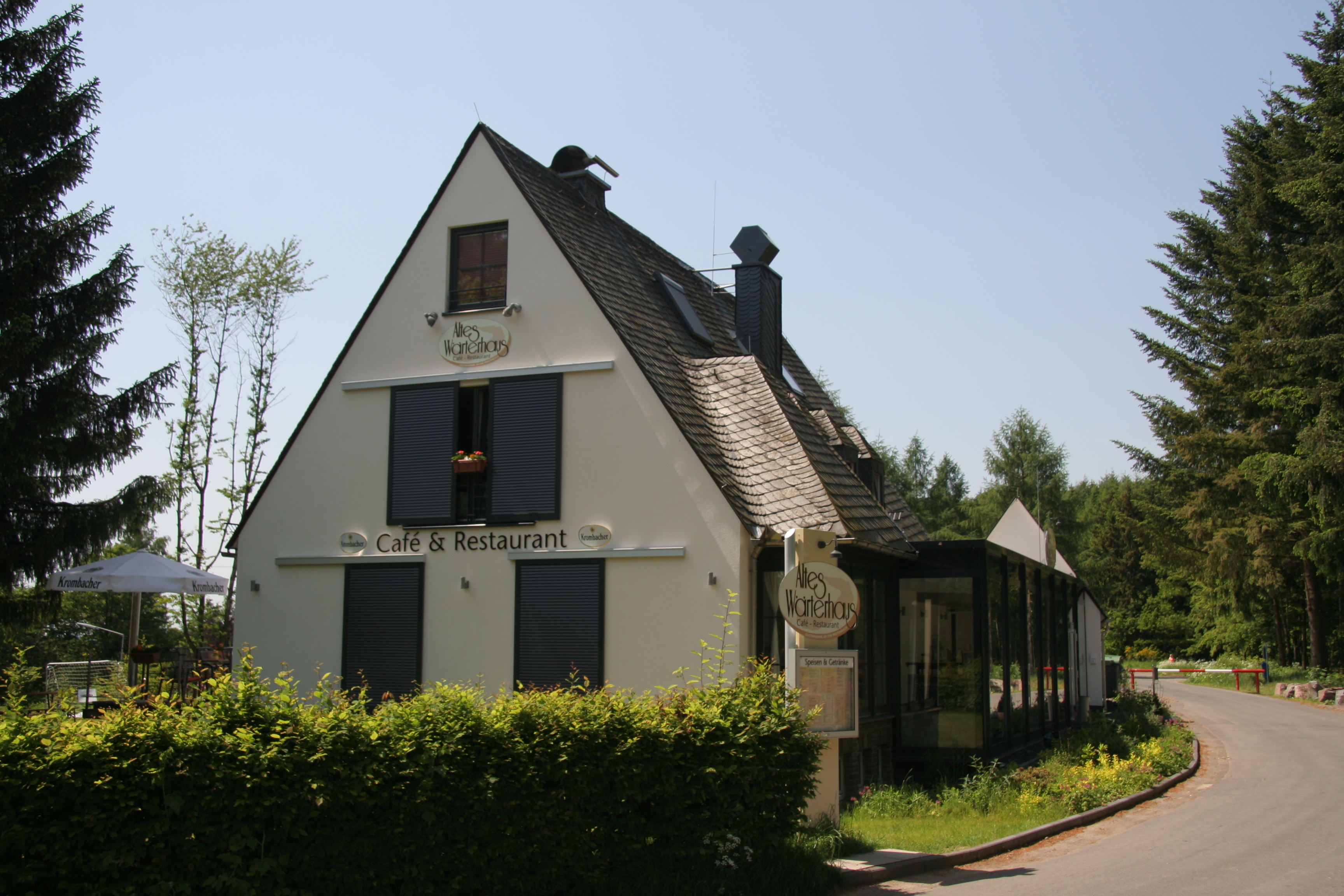
Das alte Wärterhaus
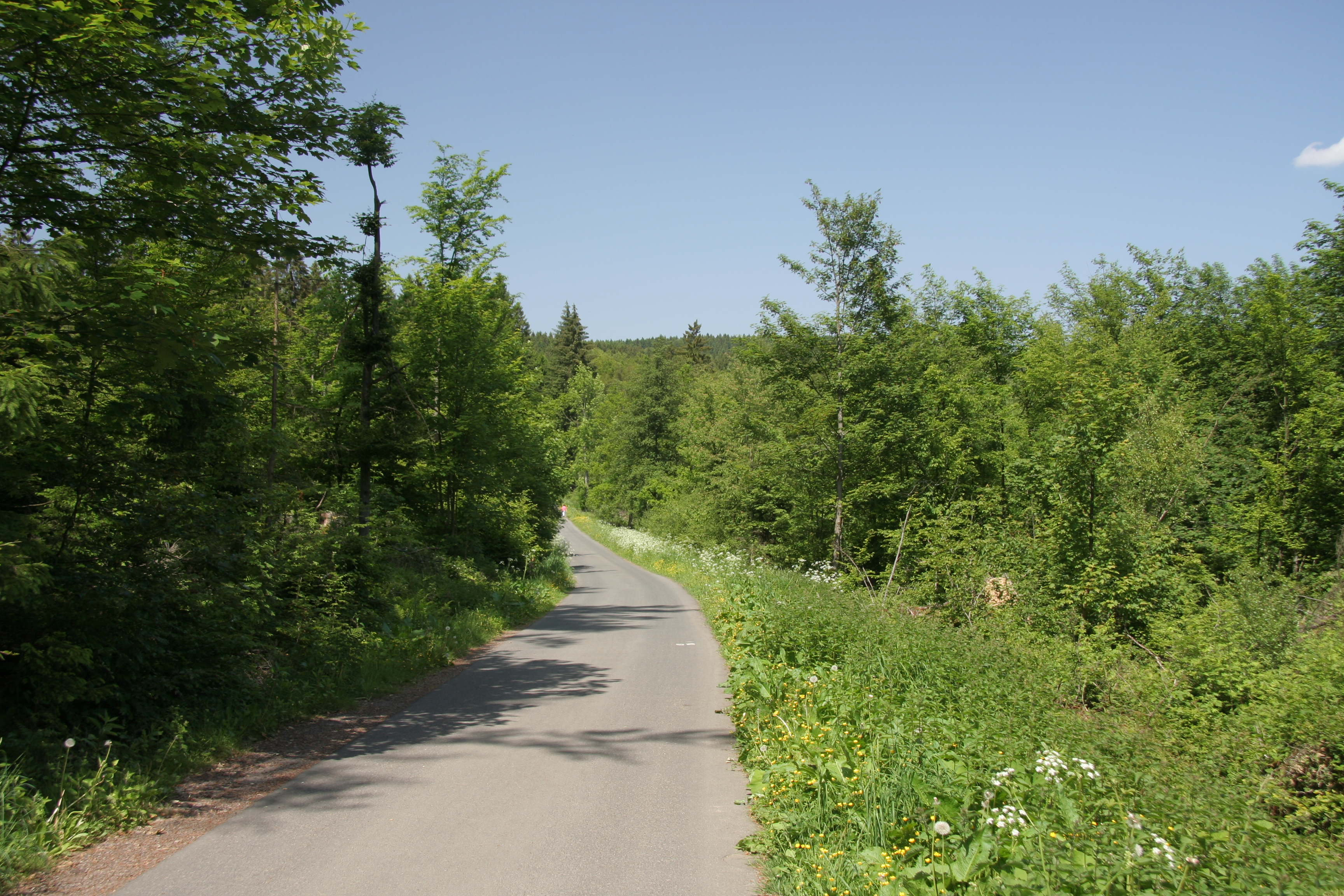
Wanderweg um den See
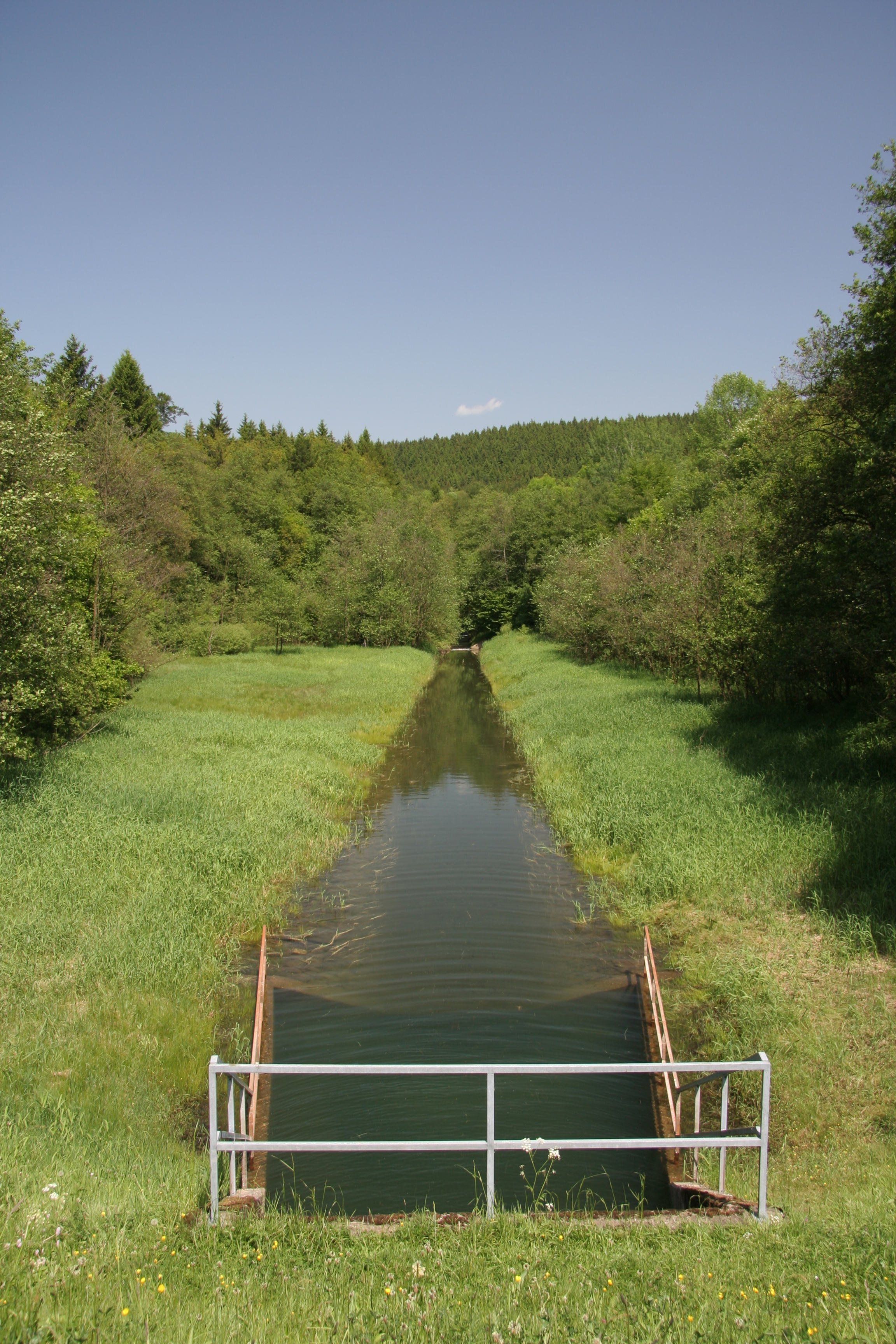
Zufluss des Breitenbachs
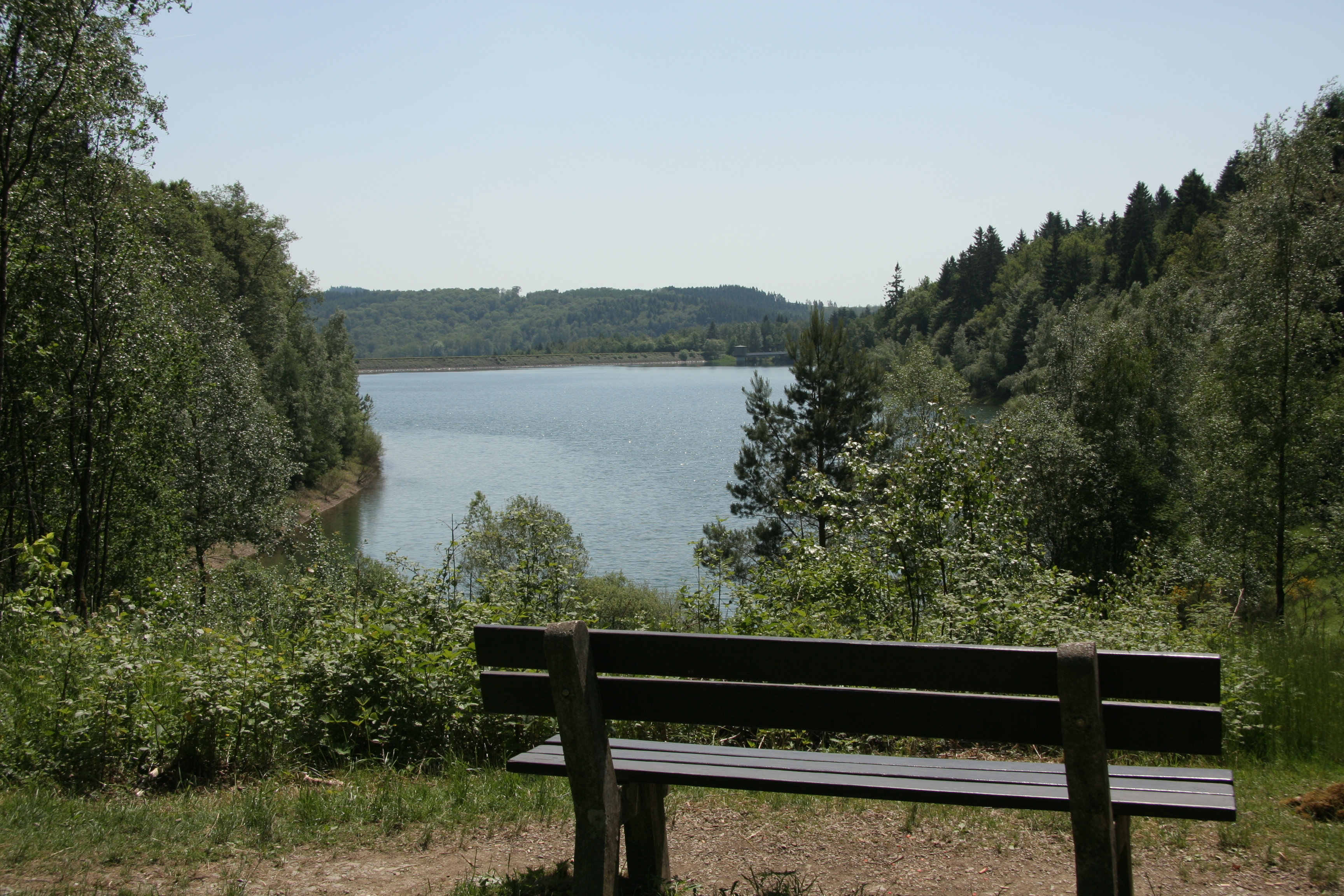
Blick auf den See
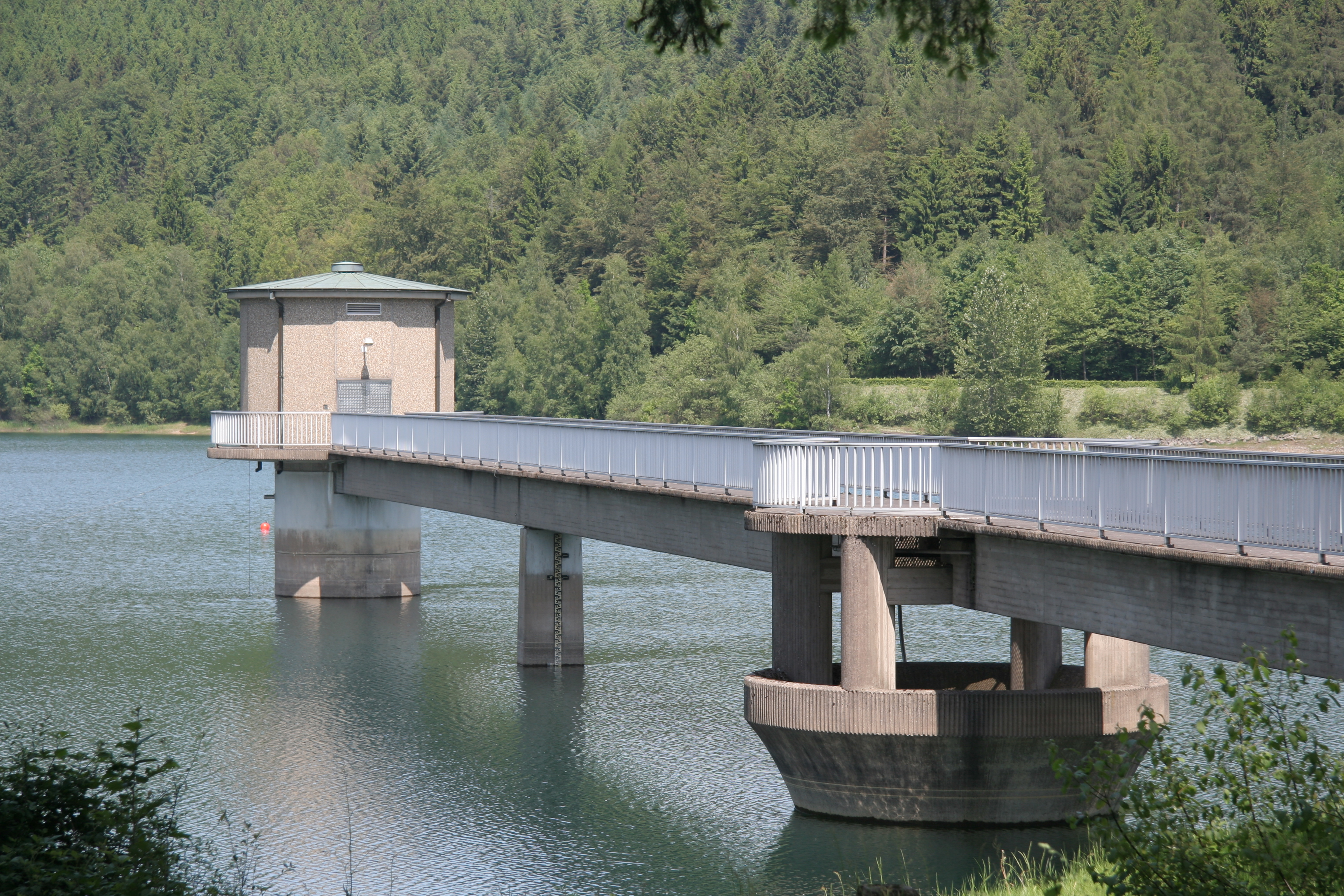
Wasserentnahmeturm mit Hochwasserüberfalltrichter
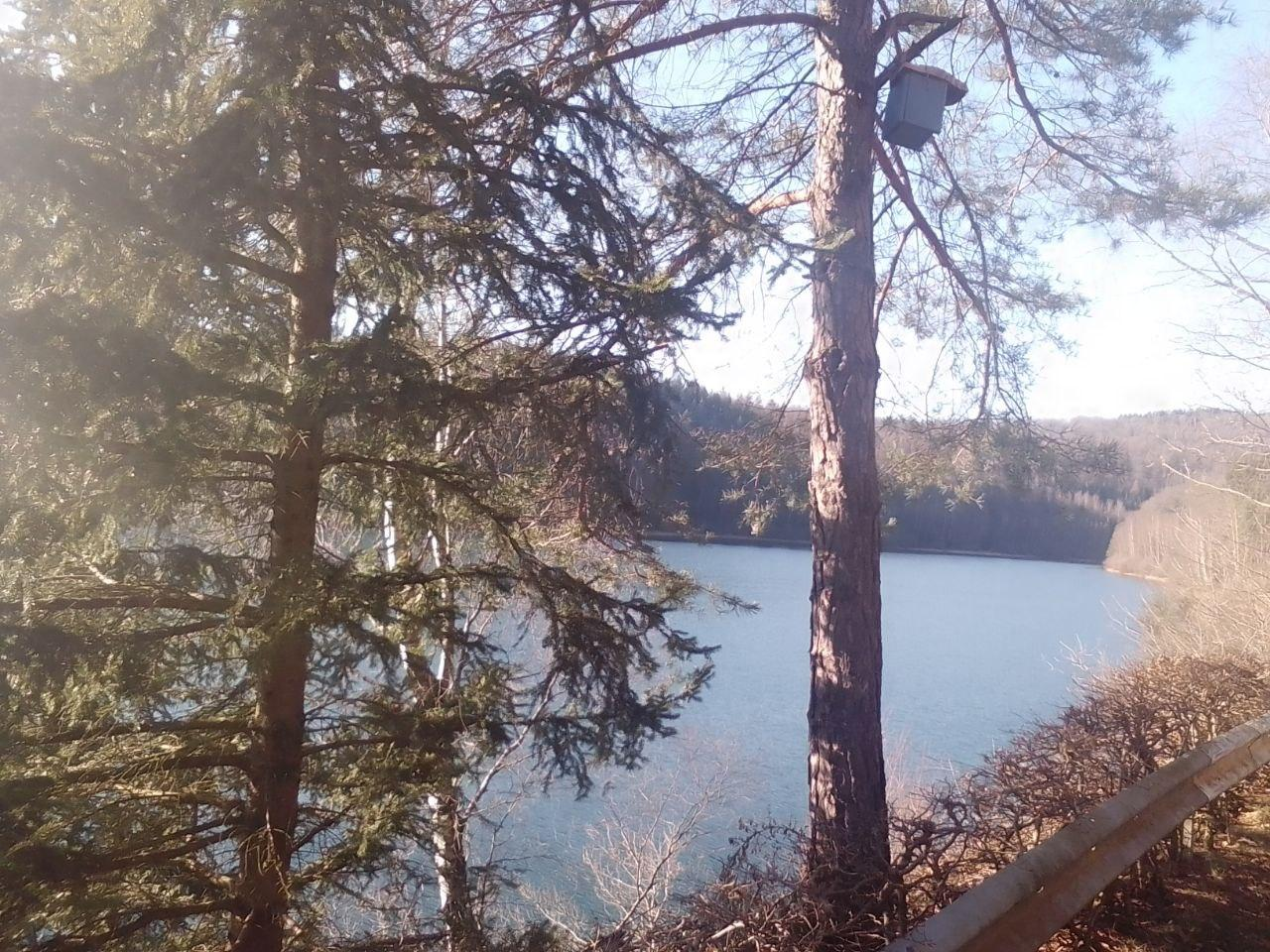
Winterlandschaft am See